# Onthophagus furcaticeps
Onthophagus furcaticeps är en skalbaggsart som beskrevs av Masters 1886. Onthophagus furcaticeps ingår i släktet Onthophagus och familjen bladhorningar. Inga underarter finns listade i Catalogue of Life.